# Махнич, Рудолф
Рудолф Рудолфович Махнич (словен. Rudolf Rudolfa Mahnič; 6 ноября 1917, Триест — 19 ноября 1943, Тополово) — югославский словенский студент, участник Народно-освободительной войны, Народный герой Югославии.

## Биография
Родился в рабочей семье в городе Триест, в квартале Ройан. Летом 1919 года перебрался с семьёй в Любляну, где окончил гражданскую школу и торговое училище, после чего устроился работать на химический завод Merima в Крушеваце (Сербия) и параллельно поступил в Высшую экономическую школу Загреба.
После капитуляции югославской королевской армии Рудолф бежал в Любляну, где вступил в Освободительный фронт Словении и партизанское движение: отряд, в котором он служил, действовал в окрестностях Малого и Великого Липоглава. В том же году Рудолф был принят в Коммунистическую партию Словении и получил фальшивый паспорт на имя Рудо Бркинца (словен. Rudo Brkinc). Боевое крещение он принял в мае 1942 года.
Во время серии немецких наступлений в июле 1942 года Рудолф подчинялся лично Алешу Беблеру. В октябре 1942 года Ложский отряд, в котором Рудолф был заместителем политрука, отправился в Приморье. В Южном Приморье Рудолф занял должность секретаря местного окружного комитета, в декабре стал секретарём Бркиньского райкома Коммунистической партии. С июня по сентябрь 1943 года он состоял и в Приморском краевом комитете Компартии.
6 октября 1943 Рудолф был назначен политруком Горицкой дивизии и участвовал с ней в боях в окрестностях Венеции против итальянских войск. 19 ноября он погиб в деревне Тополово (словен. Topolovo, итал. Topolo). Похоронен в Сежане. Звание Народного героя получил посмертно 20 декабря 1951.